# 章敬皇后 (武居常)
章敬皇后劉氏（？—？），武周肅祖武居常妻。
她事跡不詳，只知她嫁與武周肅祖。光宅元年（684年），武則天追封武居常為太尉、北平郡王，夫人劉氏則為北平郡王妃。五年後（永昌元年，689年），武則天再加封武居常為趙肅恭王，劉氏為趙肅恭王妃。
後來，在次年（690年），武則天即皇帝位，改元天授，尊封趙肅恭王諡號章敬皇帝，廟號肅祖。而劉氏就被上諡號章敬皇后，陵曰簡陵。